# Четка за зъби
Четката за зъби е инструмент за устна хигиена и се използва за почистване и масажиране на зъбите и венците. Състои се от глава с плътно разположена четина, монтирана върху дръжка, което улеснява почистването на трудно достъпни области в устата. Пастата за зъби, която често съдържа флуорид, обикновено се използва заедно с четка за зъби, за да се повиши ефективността на почистването.
Четки за зъби с различен косъм, размер и форма са на разположение на купувача. Четките за зъби обикновено са направени от синтетични влакна, въпреки че животинска четина все още понякога се използва. Днес съществуват и електрически четки за зъби.